# Holohlavy
Holohlavy település Csehországban, a Hradec Králové-i járásban. Holohlavy Černožice, Smiřice és Habřina településekkel határos. Lakosainak száma 927 fő (2024. január 1.).

## Népesség
A település lakosságának változását az alábbi diagram mutatja:
| Lakosok száma | 641  | 843  | 793  | 608  | 705  | 812  | 926  | 940  | 911  | 927  |
|               | 1869 | 1890 | 1921 | 1950 | 1980 | 2001 | 2017 | 2019 | 2022 | 2024 |